# Hugo Koblet
Hugo Koblet (Zúric, 21 de març de 1925 - Zúric, 6 de novembre de 1964) va ser un ciclista suís que fou professional entre 1946 i 1958, durant els quals va aconseguir 70 victòries. Era anomenat Le pédaleur de charme.

## Biografia
Els seus començaments al ciclisme van estar lligats a proves de persecució, especialitat en la qual va ser campió nacional durant vuit anys seguits i subcampió mundial el 1951 i 1954.
La fama de Koblet es va estendre per tot Europa quan el 1950 es convertí en el primer ciclista no italià que guanyà el Giro d'Itàlia. Era un ciclista fort, tant en muntanya com en pla, sense deixar de ser un bon esprintador, a causa de la seva formació en proves de persecució. El 1951 va derrotar Fausto Coppi al Gran Premi de les Nacions, una prova de contrarellotge individual que, en aquells temps, era considerada com un campionat mundial. Aquell mateix any, Koblet va aconseguir la seva victòria més important en guanyar el Tour de França.
Koblet era un home agraciat físicament i preocupat pel seu aspecte. La fama el va portar a un estil de vida que va afectar la seva carrera professional. Tot i que continuà competint a un bon nivell (va ser dues vegades segon del Giro d'Itàlia), mai no tornaria al rendiment obtingut el 1950 i 1951. Es va retirar del ciclisme professional el 1958.
Sis anys després, Koblet va morir en un accident de cotxe.

## Palmarès en ruta
- 1947
  - Vencedor d'una etapa a la Volta a Suïssa
- 1948
  - Vencedor d'una etapa al Tour de Romandia
  - Vencedor d'una etapa a la Volta a Suïssa
- 1949
  - Vencedor d'una etapa al Tour de Romandia
- 1950
  -  1r del Giro d'Itàlia, vencedor de 2 etapes i primer del  Gran Premi de la Muntanya
  - 1r de la Volta a Suïssa, vencedor de 3 etapes i 1r de la classificació de la muntanya
- 1951
  -  1r al Tour de França i vencedor de 5 etapes
  - 1r al Gran Premi de les Nacions
  - Vencedor d'una etapa al Giro d'Itàlia
  - Vencedor de 2 etapes a la Volta a Suïssa
- 1952
  - 1r al Campionat de Zúric
  - Vencedor d'una etapa al Tour de Romandia
- 1953
  - 1r de la Volta a Suïssa i vencedor de 3 etapes
  - 1r del Tour de Romandia i vencedor de 3 etapes
  - Vencedor d'una etapa al Giro d'Itàlia
- 1954
  - 1r al Campionat de Zúric
  - Vencedor de 2 etapes al Giro d'Itàlia
  - Vencedor d'una etapa al Tour de Romandia
- 1955
  -  Campió de Suïssa en ruta
  - 1r de la Volta a Suïssa, 1r del Gran Premi de la Muntanya i vencedor d'una etapa
  - 1r al Giro del Ticino
  - Vencedor de 2 etapes al Giro d'Itàlia
  - Vencedor d'una etapa al Tour de Romandia
- 1956
  - Vencedor d'una etapa a la Volta a Espanya

### Resultats al Giro d'Itàlia
- 1950. 1r de la classificació general.  Gran Premi de la Muntanya i vencedor de 2 etapes
- 1951. 6è de la classificació general i vencedor d'una etapa
- 1952. 8è de la classificació general
- 1953. 2n de la classificació general i vencedor d'una etapa
- 1954. 2n de la classificació general i vencedor de 2 etapes
- 1955. 10è de la classificació general i vencedor d'una etapa

### Resultats al Tour de França
- 1951.  1r de la classificació general i vencedor de 5 etapes
- 1953. Abandona (10a etapa)
- 1954. Abandona (13a etapa) i vencedor d'una contrarellotge per equips

### Resultats a la Volta a Espanya
- 1956. Abandona. Vencedor d'una etapa

## Palmarès en pista
- 1947
  -  Campió de Suïssa de persecució
- 1948
  -  Campió de Suïssa de persecució
  - 1r als Sis dies de Chicago (amb Walter Diggelmann)
- 1949
  -  Campió de Suïssa de persecució
  - 1r als Sis dies de Nova York (amb Walter Diggelmann)
- 1950
  -  Campió de Suïssa de persecució
  - 1r als Sis dies de Hannover (amb Armin von Büren)
- 1951
  -  Campió de Suïssa de persecució
- 1952
  -  Campió de Suïssa de persecució
  - 1r als Sis dies de Frankfurt (amb Armin von Büren)
  - 1r als Sis dies de Dortmund (amb Armin von Büren)
- 1953
  - Campió d'Europa de Madison (amb Armin von Büren)
  -  Campió de Suïssa de persecució
  - 1r als Sis dies de Frankfurt (amb Armin von Büren)
  - 1r als Sis dies de Brussel·les (amb Armin von Büren)
- 1954
  - Campió d'Europa de Madison (amb Armin von Büren)
  -  Campió de Suïssa de persecució
  - 1r als Sis dies de Zuric (amb Armin von Büren)
- 1955
  - 1r als Sis dies de Dortmund (amb Armin von Büren)